# Medetera longinervis
Medetera longinervis är en tvåvingeart som beskrevs av Van Duzee 1928. Medetera longinervis ingår i släktet Medetera och familjen styltflugor. Inga underarter finns listade i Catalogue of Life.